# Possessivo (caso)
Il caso possessivo è un caso grammaticale usato per indicare una relazione di possesso. Si differenzia dal genitivo poiché quest'ultimo può esprimere una più vasta gamma di relazioni, sebbene i due casi abbiano significati simili in molte lingue.

## Il possessivo Inglese
Il termine caso possessivo è spesso usato nella lingua inglese per indicare il morfema "'s" del genitivo sassone, che viene aggiunto alla fine di molti nomi (propri e di persona) per indicare un possesso. Questa indicazione è comunque opinabile e non corretta: molti linguisti affermano che questo affisso sia in realtà una particella clitica.
Il morfema "'s" deriva comunque dalla terminazione del caso genitivo dell'antico inglese -es